# Dravska park-šuma
Dravska park-šuma šumsko je područje u sjevernom dijelu grada Varaždina, na sjeveru graniči s rijekom Dravom.
Proglašena je park-šumom 2011. godine na površini od 85,74 hektara. Višestruko je zaštićena pa je ujedno i sastavni dio Regionalnog parka Mura-Drava, ekološke mreže Natura 2000, kao i budućeg UNESCO-vog MAB rezervata biosfere Dunav-Drava-Mura.
To je glavno izletište u prirodi i mjesto za rekreaciju u Varaždinu. Riječ je o drvećem obraslom prostoru koji se pruža od cestovnog mosta do Velikih Preloga (Šintarije). Izgradnjom odvodnog kanala HE Varaždin, šuma je podijeljena na dva dijela. Kako se nalazi u rubnom dijelu grada, na nekadašnjem poplavnom području uz rijeku Dravu, šuma je ostala očuvana do danas. Skupina stabala bijelih topola unutar ove park-šume botanički su spomenik prirode.
Granice obuhvata zaštićene Dravske park-šume su:
- na sjeveru rijeka Drava;
- na jugu Bombellesov nasip i položen gradski kanalski kolektor sa sjeverne strane Bombellesovog nasipa;
- na zapadu: rubovima privatnih zemljišta parcela i objekata uz Štoosov trg, mostom derivacijskog kanala i istočnim rubom makadamskog puta koji dijeli šumu od prostora kinološkog društva i strojnog parka komunalnog poduzeća »Varkom«.
- na istoku: od Međimurske ulice i mosta bana Jelačića preko Drave.[6]